# Nederländerna i olympiska vinterspelen 2018
Nederländerna deltog i de olympiska vinterspelen 2018 i Pyeongchang, Sydkorea, med en trupp på 34 idrottare (16 män och 18 kvinnor) vilka tävlade i fyra sporter.
Vid invigningsceremonin bars Nederländernas flagga av skridskoåkaren Jan Smeekens.

## Medaljörer
| Medalj | Namn                                                                | Sport                         | Gren                   | Datum            |
| ------ | ------------------------------------------------------------------- | ----------------------------- | ---------------------- | ---------------- |
| Guld   | Jorien ter Mors                                                     | Hastighetsåkning på skridskor | Damernas 1 000 meter   | 14 februari 2018 |
| Guld   | Ireen Wüst                                                          | Hastighetsåkning på skridskor | Damernas 1 500 meter   | 12 februari 2018 |
| Guld   | Carlijn Achtereekte                                                 | Hastighetsåkning på skridskor | Damernas 3 000 meter   | 10 februari 2018 |
| Guld   | Esmee Visser                                                        | Hastighetsåkning på skridskor | Damernas 5 000 meter   | 16 februari 2018 |
| Guld   | Kjeld Nuis                                                          | Hastighetsåkning på skridskor | Herrarnas 1 000 meter  | 23 februari 2018 |
| Guld   | Kjeld Nuis                                                          | Hastighetsåkning på skridskor | Herrarnas 1 500 meter  | 13 februari 2018 |
| Guld   | Sven Kramer                                                         | Hastighetsåkning på skridskor | Herrarnas 5 000 meter  | 11 februari 2018 |
| Guld   | Suzanne Schulting                                                   | Short track                   | Damernas 1 000 meter   | 22 februari 2018 |
| Silver | Ireen Wüst                                                          | Hastighetsåkning på skridskor | Damernas 3 000 meter   | 10 februari 2018 |
| Silver | Marrit Leenstra Ireen Wüst Antoinette de Jong Lotte van Beek        | Hastighetsåkning på skridskor | Damernas lagtempo      | 21 februari 2018 |
| Silver | Patrick Roest                                                       | Hastighetsåkning på skridskor | Herrarnas 1 500 meter  | 13 februari 2018 |
| Silver | Jorrit Bergsma                                                      | Hastighetsåkning på skridskor | Herrarnas 10 000 meter | 15 februari 2018 |
| Silver | Yara van Kerkhof                                                    | Short track                   | Damernas 500 meter     | 13 februari 2018 |
| Silver | Sjinkie Knegt                                                       | Short track                   | Herrarnas 1 500 meter  | 10 februari 2018 |
| Brons  | Marrit Leenstra                                                     | Hastighetsåkning på skridskor | Damernas 1 500 meter   | 12 februari 2018 |
| Brons  | Antoinette de Jong                                                  | Hastighetsåkning på skridskor | Damernas 3 000 meter   | 10 februari 2018 |
| Brons  | Irene Schouten                                                      | Hastighetsåkning på skridskor | Damernas masstart      | 24 februari 2018 |
| Brons  | Jan Blokhuijsen Sven Kramer Patrick Roest Koen Verweij              | Hastighetsåkning på skridskor | Herrarnas lagtempo     | 21 februari 2018 |
| Brons  | Koen Verweij                                                        | Hastighetsåkning på skridskor | Herrarnas masstart     | 24 februari 2018 |
| Brons  | Suzanne Schulting Yara van Kerkhof Lara van Ruijven Jorien ter Mors | Short track                   | Damernas stafett       | 20 februari 2018 |